# Mathias Hain
Mathias Hain (ur. 31 grudnia 1972 w Goslarze) – niemiecki piłkarz występujący na pozycji bramkarza. Aktualnie zawodnik FC St. Pauli, które zasilił po wygaśnięciu kontraktu z Arminią Bielefeld w lecie 2008 roku. Brat Uwego Haina, który również był golkiperem.